# فرودگاه بین‌المللی منطقه مورشا
فرودگاه بین‌المللی منطقه مورشا (به انگلیسی: International airport of the Region of Murcia) یک فرودگاه است . این فرودگاه در کشور اسپانیا قرار دارد .